# Florian Vollmer
Florian Vollmer (* 23. Mai 1984 in Garmisch-Partenkirchen) ist ein ehemaliger deutscher Eishockeyspieler, der von 2009 bis 2022 beim SC Riessersee in der DEL2 respektive Oberliga Süd spielte.

## Karriere
Vollmer begann seine Karriere in der Saison 2000/01 im Alter von 16 Jahren beim SC Riessersee in der DNL, wo er bis zur Saison 2003/04 blieb. Während der Saison wechselte der Stürmer schließlich zum EC Peiting in die Oberliga.
Zur Saison 2004/05 wurde der Linksschütze vom EHC München verpflichtet, mit dem ihm der Aufstieg in die 2. Bundesliga gelang. Trotz dieses Erfolgs verließ Vollmer die Münchner nach der Saison und unterschrieb einen Vertrag für die Spielzeit 2005/06 beim SC Riessersee.
Nach seiner Zeit beim SC Riessersee kehrte der Angreifer in die 2. Bundesliga zurück und spielt seit der Saison 2006/07 mit einer Förderlizenz der Grizzly Adams Wolfsburg aus der DEL beim ETC Crimmitschau, bei dem er mit der Rückennummer 29 aufläuft. Im Januar 2009 wechselte er wieder zu seinem Heimatverein SC Riessersee, mit dem er nach der Saison 2009/10 zwar absteigen musste, aber gleich im darauffolgenden Jahr die Oberliga-Meisterschaft gewann. In dieser Saison entwickelte sich Vollmer nicht nur zu einem wichtigen Leistungsträger im Team, sondern auch zu einer der Führungsspieler.
In den Playoffs verletzte sich Vollmer allerdings in einer der Halbfinal Begegnungen gegen den EC Bad Nauheim am Knöchel. Nach einer Kernspinuntersuchung stellte sich heraus, dass er sich das Syndesmoseband riss.
Am 1. Juli 2011 gab Vollmer seine Vertragsverlängerung bei seinem Heimatverein bekannt, allerdings mit der Bedingung, dass der SC Riessersee in der kommenden Saison in der 2. Eishockey-Bundesliga spielt.
Im August 2011 wurden Vollmer, Josef Staltmayr, Harti Wild und Tim Regan zu Interimstrainern ernannt, nachdem Marcus Bleicher mit sofortiger Wirkung von seinem Amt zurückgetreten war und noch kein neuer Cheftrainer verpflichtet wurde. Somit wird außerdem Co-Trainer Andreas Raubal in seiner neuen Funktion als Co-Trainer unterstützt. Nachdem im Sommer 2014 Jochen Vollmer als neuer Torwart verpflichtet wurde, wechselte Florian Vollmer die Rückennummer und trägt seither nicht mehr die #29, die nun Jochen Vollmer trägt, sondern die #9.
Zum Ende der Saison 2021/22 beendete Florian Vollmer seine Spielerkarriere. Beim ersten Heimspiel der Saison 2023/24 im Oktober 2023 wurde Florian Vollmer gemeinsam mit Tim Regan als Legenden des Vereins geehrt und ihre Trikots unter das Hallendach gehängt.

## Erfolge und Auszeichnungen
- 2011 Oberliga-Meister und Aufstieg in die 2. Eishockey-Bundesliga mit dem SC Riessersee

## Karrierestatistik
(Legende zur Spielerstatistik: Sp oder GP = absolvierte Spiele; T oder G = erzielte Tore; V oder A = erzielte Assists; Pkt oder Pts = erzielte Scorerpunkte; SM oder PIM = erhaltene Strafminuten; +/− = Plus/Minus-Bilanz; PP = erzielte Überzahltore; SH = erzielte Unterzahltore; GW = erzielte Siegtore; 1 Play-downs/Relegation; Kursiv: Statistik nicht vollständig)